# Derecho de copia privada
La copia privada es una limitación al derecho exclusivo que la ley concede al autor y al propietario de contenidos a hacer copias de ellos, que permite a una persona realizar la copia de una obra para uso privado sin ánimo de lucro siempre que haya tenido acceso legítimo al original (aunque dependiendo de la legislación de cada país, no siempre un acceso legítimo significa obligatoriamente disponer del original)[cita requerida]. El motivo de su existencia es permitir la comercialización de equipos y soportes que permiten la copia de material protegido y se introdujo a petición de los fabricantes de los mismos. A cambio, estos propusieron el pago de un canon compensatorio a los titulares de derechos de propiedad intelectual. Accesoriamente, la copia privada salvaguarda de los derechos a la cultura y la información frente al derecho de propiedad especial que constituyen los derechos de autor. Por ello no incluye los programas informáticos ni ningún otro tipo de software ni bases de datos. 

## Aplicación y limitaciones
Este derecho permite, entre otros usos, grabar obras como programas de radio o películas emitidas con licencia por algún difusor que pague por su comunicación pública para disfrutar de su uso más tarde, pasar el contenido de discos compactos a un reproductor de audio portátil para escucharlo por la calle o hacer una copia de un DVD para verlo en otro reproductor digital.
No se debe confundir la «copia privada» con copia de seguridad que se aplica solamente a programas informáticos ni tampoco tiene relación alguna con la copia ilegal de dichos programas, comúnmente denominada piratería. Es común denominar piratería a la copia privada y a la copia ilegal de programas informáticos, pero no son lo mismo. La legislación española distingue ambas expresiones: la copia privada, lejos de ser piratería o constituir un acto delictivo, es un derecho reconocido.
El derecho a la copia privada es una limitación a los derechos de los autores y propietarios de creaciones intelectuales. El derecho de autor es un derecho fundamental, reconocido en la Declaración Universal de los Derechos Humanos, en la Constitución y reglado por instrumentos como la Ley de Propiedad intelectual que protege la autoría de una obra intelectual pero, como todos, éste no es un derecho absoluto y la ley determina sus límites. El límite de un derecho está en cuando se opone a otro derecho.

## En la actualidad
Para algunos la existencia del derecho de copia privada es un elemento que permite la expansión de la cultura sin la mediación del dinero. Así, este derecho permitiría la mayor distribución de la cultura.
En los últimos años, con la popularización de Internet y el aumento de la capacidad de las conexiones, se ha intensificado la descarga de material bajo monopolio de derecho de autor. En el debate provocado por la aparición de las mismas, algunos piensan que esto puede suponer el fin de la música o de la industria cinematográfica. Otros afirman que esto supone únicamente el fin de la ingente creación de artistas (o estrellas mediáticas) preconcebidos de acuerdo al cambiante diseño de óptimo rendimiento de mercado. En cualquier caso las descargas de material audiovisual por sistemas peer2peer no pueden considerarse copias privadas amparadas por el canon, ya que el descargante no ha tenido acceso al original. La ley las conceptualiza como una modalidad de comunicación pública, o sea la distribución de contenidos protegidos a múltiples usuarios sin que medie la entrega de copias en soporte físico, y no puede realizarse sin licencia del propietario.

## Regulación por países
Las legislaciones de los distintos países, ante la imposibilidad de controlar todas las copias que se realizan en ámbitos domésticos, han decidido regular de alguna forma dichas copias realizadas sin la autorización de los titulares de derechos de autor. En este punto, se distinguen sistemas como el fair use estadounidense, con excepciones no tasadas y que deben cumplir los requisitos del artículo 107 del Copyright Act, del "Límite a la Copia Privada", nacido en Alemania en los años 60 y que está vigente en la mayoría de los países europeos. En los años 70 se legalizó la realización de copias de música para uso privado cargando a todos los equipos y soportes capaces de hacerlo con una tasa de un 3% sobre su precio.
Cada estado decide los límites y condiciones que deben aplicarse a esta copia para que efectivamente sea legal, aunque si permiten la existencia de «copias privadas» deben establecer un sistema remuneratorio que compense adecuadamente a los titulares de derechos, sistema que puede materializarse, entre otras opciones, a través de un canon o compensación económica repercutible en determinados aparatos o soportes. No obstante, la directiva europea que regula el derecho de copia privada no establece cómo tiene que gestionarse dicha compensación.Algunos estados, como Noruega, han optado por compensar a los propietarios directamente a cargo del presupuesto del estado, destinando a este fin en 2015 45,4 millones de euros.

### Argentina
Si bien la Ley 11.723 (Propiedad Intelectual) no hace mención explícita al concepto de «Copia privada», entre lo que está penado, está el acto de hacer copias para propósitos que tienen fines de lucro y el hecho de almacenar copias ilícitas. Según el artículo 72bis de dicha ley:

«Art. 72 bis. — Será reprimido con prisión de un mes a seis años:

a) El que con fin de lucro reproduzca un fonograma sin autorización por escrito de su productor o del licenciado del productor;
b) El que con el mismo fin facilite la reproducción ilícita mediante el alquiler de discos fonográficos u otros soportes materiales;
c) El que reproduzca copias no autorizadas por encargo de terceros mediante un precio;
d) El que almacene o exhiba copias ilícitas y no pueda acreditar su origen mediante la factura que lo vincule comercialmente con un productor legítimo;

e) El que importe las copias ilegales con miras a su distribución al público.
Ley 11723, LEY 11.723 - RÉGIMEN LEGAL DE LA PROPIEDAD INTELECTUAL

Como almacenar copias ilícitas esta penado por ley. Considerando que todo aquello que no está expresamente prohibido por ley está permitido, la copia privada está penada en Argentina.
El Artículo 72 dice:

«Art. 72.- Sin perjuicio de la disposición general del artículo precedente se considerarán casos especiales de defraudación y sufrirán la pena que él establece, además del secuestro de la edición ilícita

a) El que edite, venda o reproduzca por cualquier medio o instrumento, una obra inédita o publicada sin autorización de su autor o derechohabientes;
b) El que falsifique obras intelectuales entendiéndose como tal la edición de una obra ya editada, ostentando falsamente el nombre del editor autorizado al efecto;
c) El que edite, venda o reproduzca una obra suprimiendo o cambiando el nombre del autor, el título de la misma o alterando dolosamente su texto;

d) El que edite o reproduzca mayor número de los ejemplares debidamente autorizados.

### Guatemala
La ley aprobada por el Congreso de la República de Guatemala, como decreto ley 33-98 con el nombre de Ley de Derecho de Autor y Derechos Conexos, establece permisible:

### Costa Rica
La ley 6683:

"ARTÍCULO 1º.- Las producciones intelectuales originales confieren a sus autores los derechos referidos en esta ley. La protección del derecho de autor abarcará las expresiones, pero no las ideas, los procedimientos, métodos de operación ni los conceptos matemáticos en sí. Los autores son los titulares de los derechos patrimoniales y morales sobre sus obras literarias o artísticas."

Y fue reformada por la ley n.º 7979, el 6 de enero de 2000:
"Por "obras literarias y artísticas" deben entenderse todas las producciones en los campos literario y artístico, cualquiera sea la forma de expresión, tales como: libros, folletos, cartas y otros escritos; además, los programas de cómputo dentro de los cuales se incluyen sus versiones sucesivas y los programas derivados; también las conferencias, las alocuciones, los sermones y otras obras de similar naturaleza, así como las obras dramático musicales, las coreográficas, las pantomimas; las composiciones musicales, con o sin ella y las obras cinematográficas, a las cuales se asimilan las obras expresadas por procedimiento análogo a la cinematografía, las obras de dibujo, pintura, arquitectura, escultura, grabado y litografía, las obras fotográficas y las expresadas por procedimiento análogo a la fotografía; las de artes aplicadas; tales como ilustraciones, mapas, planos, croquis y las obras plásticas relativas a la geografía, la topografía, la arquitectura o las ciencias y las obras derivadas como las adaptaciones, las traducciones y otras transformaciones de obras originarias que, sin pertenecer al dominio público, hayan sido autorizadas por sus autores."
En la Ley 6683 Sobre Derechos de Autor y Conexos, Título I Capítulo IX "Excepciones a la protección afirma:

ARTICULO 74.- También es libre la reproducción de una obra didáctica o científica, efectuada personal y exclusivamente por el interesado para su propio uso y sin ánimo de lucro directo o indirecto. Esa reproducción deberá realizarse en un solo ejemplar, mecanografiado o manuscrito. Esta disposición no se aplicará a los programas de computación.

Queda en duda exactamente qué tipo de obras no podrían ser catalogadas como didácticas o científicas ya que se refiere a conceptos muy amplios. Nuevamente no se hace mención al concepto de «copia privada», pero es una excepción en esencia idéntica.

### Ecuador
Atendiendo la estructura jerárquica del ordenamiento jurídico ecuatoriano, el derecho de copia privada está contenido y regulado en las siguientes normas:
Constitución política
Dado que lo esencial aquí es la limitación de los derechos patrimoniales del autor tomando en cuenta los derechos del público en general, el texto constitucional aprobado por la Asamblea de Montecristi (R. O. n.º 449 del lunes 20 de octubre de 2008), respectivamente, establece la propiedad privada con función y responsabilidad social y ambiental en el artículo 66 numeral 26; en tanto que los derechos a la comunicación e información, a la cultura y a la ciencia, y a la educación son instituidos en las secciones tercera, cuarta y quinta del Capítulo II relativo a los Derechos del buen vivir dentro del Título II..
Tratados internacionales
Entre algunos de los convenios y normas internacionales a los que se ha adherido el país y que hacen referencia a este tipo de restricción de los derechos de autor tenemos: la Decisión 351 del Régimen Común sobre Derechos de Autor y Derechos Conexos; los Acuerdos sobre los aspectos de los Derechos de Propiedad Intelectual relacionados con el Comercio ADPIC; Tratado de la OMPI sobre Derecho de Autor (WCT); Convenio de Berna para la protección de las obras literarias y artísticas; Convención interamericana sobre derechos de autor en obras literarias, científicas y artísticas; Convenio para la protección de los Productores de Fonogramas contra la reproducción no autorizada de sus fonogramas; Convención Internacional sobre la protección de los artistas intérpretes o ejecutantes, los productores de fonogramas y los organismos de radiodifusión (Convención de Roma); Tratado de la OMPI sobre la interpretación o ejecución de fonogramas (WPPT).
Leyes
Dentro de la legislación ecuatoriana, específicamente en la Ley de Propiedad Intelectual en el inciso primero del artículo 108 se ordena:

«“Se entenderá por copia privada la copia doméstica de fonogramas o videogramas, o la reproducción reprográfica en un solo ejemplar realizada por el adquirente original de un fonograma o videograma u obra literaria de circulación lícita, destinada exclusivamente para el uso no lucrativo de la persona natural que la realiza. Dicha copia no podrá ser empleada en modo alguno contrario a los usos honrados.”Ley de Propiedad Intelectual

Antes de puntualizar algunas características que se derivan de la norma citada, hay que tomar en cuenta que el contenido del derecho de autor es tan amplio como formas de explotación existan o se descubra (artículo 19 de la Ley de Propiedad Intelectual); y en contraposición, que las limitaciones o restricciones, como la copia privada, son “numerus clausus” o únicamente las expresadas por la Ley.
Se desprende entonces en primer lugar que el concepto de copia privada es equivalente al de copia doméstica, deduciendo por esta última a la réplica de determinada obra obtenida o realizada dentro del área de habitación u hogar de una persona natural.
A continuación el artículo circunscribe las fuentes de donde se pueden obtener copias privadas: fonogramas, videogramas y obras literarias, entendiéndose así excluida cualquier otro procedimiento de explotación. Se enfatiza también,  que estas obras fuente deben estar en circulación lícita (por lo menos que el autor haya ejercido su derecho a divulgarla), y que la persona natural que obtiene el duplicado sea el adquiriente original. Esto último trae algunas interrogantes interesantes, por ejemplo si dentro de la expresión “adquiriente original” ingresa aquella persona que recibió una obra en donación.
Finalizando el inciso indicado, éste manda que el objeto de obtener una copia privada exclusivamente sea el uso no lucrativo de la obra, lo cual es reforzado por la disposición última siguiente de no contrariar los “usos honrados”. El desarrollo de esta expresión la encontramos en la mayoría de los Tratados Internacionales arriba señalados y en la misma varias veces nombrada Ley de Propiedad Intelectual (artículo 7); en general se refiere a la invulnerabilidad de los derechos morales y patrimoniales del artista o el creador al momento de producir una copia privada.
El legislador ecuatoriano en atención al impresionante desarrollo tecnológico que ha resultado en la aparición de métodos incontrolables para obtener copias de las obras protegidas, y en atención también a la doctrina de los usos honrados que se acaba de mencionar, en el primer inciso del artículo 105 de la ley estudiada instaura la remuneración compensatoria, la cual toma la forma de un resarcimiento por el beneficio de la copia privada. Seguidamente en el mismo artículo 105 y el siguiente 106 se particulariza que el método para hacer efectiva dicha compensación es a través del cobro al fabricante o al importador que dispone para la venta nacional “las cintas u otros soportes materiales susceptibles de incorporar una fijación sonora o audiovisual”; y “ los equipos reproductores”. La realización de estas copias de excepción, fijadas sobre soportes o hechas con equipos que no han cumplido con la orden de las normas apenas enunciadas, resultará en la transgresión del derecho protegido de autor, pues estas no son consideradas como copias privadas con sus beneficios de libre y gratuita apropiación.
La autora argentina Delia Lipszyc en su obra Derecho de autor y derechos conexos, hace notar la singularidad de lo apenas descrito, pues la liquidación no afecta al sujeto que usa la copia permitida, sino a un tercero responsable (el expendedor de los soportes o los reproductores), cuya existencia en esta relación crea la posibilidad que realizar duplicados.

### España
En España actualmente, y tras la reciente modificación de la Ley de Propiedad Intelectual por la Ley 23/2006, están permitidas las copias de obras literarias, artísticas o científicas sin previa autorización de los titulares de propiedad intelectual, siempre y cuando sea para uso privado del copista, se haga de un material al que el copista ha tenido acceso legítimo y la copia no sea utilizada con fines colectivos ni lucrativos. La copia privada no se aplica a software o programas informáticos.
El artículo que regula la copia privada en España se encuentra enmarcado en Capítulo II del Título III del Libro I sobre «Los límites a los Derechos de Autor».
El límite de la copia privada está establecido en la Ley de Propiedad Intelectual (LPI) en el artículo 31.2; en ésta se llama «copia privada» al límite del derecho exclusivo de los autores, que permite a una persona realizar una copia de una obra, sin que sea necesario obtener autorización expresa por parte del autor y demás titulares de derechos de propiedad intelectual. Para poder efectuarla se exige que la copia sea de una obra ya divulgada, realizada por una persona física para su uso privado, que se haya accedido legalmente a la obra, y que la copia no tenga fines ni colectivos ni lucrativos.
Según lo establecido en el Convenio de Berna en su artículo 9 y en la Ley de Propiedad Intelectual en el artículo 40bis, estos límites a los derechos de los autores se deben interpretar de tal manera que permitan su aplicación de forma que no causen un perjuicio injustificado a los intereses legítimos del autor o que no vayan en detrimento de la explotación normal de las obras a que se refieran.

Artículo 31. Reproducciones provisionales y copia privada.
1. No requerirán autorización del autor los actos de reproducción provisional a los que se refiere el artículo 18 que, además de carecer por sí mismos de una significación económica independiente, sean transitorios o accesorios y formen parte integrante y esencial de un proceso tecnológico y cuya única finalidad consista en facilitar bien una transmisión en red entre terceras partes por un intermediario, bien una utilización lícita, entendiendo por tal la autorizada por el autor o por la ley.
2. No necesita autorización del autor la reproducción, en cualquier soporte, de obras ya divulgadas cuando se lleve a cabo por una persona física para su uso privado a partir de obras a las que haya accedido legalmente y la copia obtenida no sea objeto de una utilización colectiva ni lucrativa, sin perjuicio de la compensación equitativa prevista en el artículo 25, que deberá tener en cuenta si se aplican a tales obras las medidas a las que se refiere el artículo 161. Quedan excluidas de lo dispuesto en este apartado las bases de datos electrónicas y, en aplicación del artículo 99.a), los programas de ordenador.

Nótese que con el término reproducción se refiere a grabación o copia, tal y como señala el artículo 18.
La nueva redacción del artículo 31.2 deja intacta la no posibilidad de realizar copias privadas de programas de ordenador e introduce la novedad de que se obliga a tener en cuenta las medidas tecnológicas de protección de obras (DRM) a la hora del reparto del canon compensatorio por copia privada. Este artículo ha levantado mucha polémica entre la doctrina que entiende que la imposición de medidas tecnológicas es incompatible con el cobro de un canon por la reproducción de obras, algo que el legislador ha permitido por la escasa efectividad que tienen hoy en día dichas medidas de protección.
Al mismo tiempo, como se explica más abajo, la ley establece un sistema remuneratorio para compensar a los autores por la reproducción incontrolada de sus obra, que está recogido en el artículo 25 de la LPI. Autoriza a las sociedades gestoras de derechos de autor (SGAE, DAMA, AIE, EGEDA, AGEDI, AISGE Y VEGAP) a cobrar un canon compensatorio aplicable a los dispositivos reproductores, grabadores, y a todos los soportes como cintas, CD, DVD y tarjetas de almacenamiento idóneos para realizar la reproducción de obras protegidas por derechos de autor.
Artículos referenciados:
- Artículo 25. Derecho de remuneración por copia privada
- Artículo 34. Utilización de bases de datos por el usuario legítimo y limitaciones a los derechos de explotación del titular de una base de datos
- Artículo 99. Contenido de los derechos de explotación
  - a) La reproducción total o parcial, incluso para uso personal, de un programa de ordenador...

#### Canon compensatorio
En la LPI también se describe la remuneración por copia privada, que compensa los derechos de propiedad intelectual que se dejaran de percibir por la reproducción de la obra en el ámbito privado. En un principio ésta remuneración se aplicaba explícitamente a cintas de audio y vídeo, pero el 1 de septiembre de 2003 se extendió a CD y DVD vírgenes, por acuerdo entre ASIMELEC (asociación de fabricantes de CD y DVD) y entidades de gestión de derechos de propiedad intelectual.
El Real Decreto Ley 20/2011 de 30 de diciembre, en su disposición adicional décima, derogó el art.25 “Compensación equitativa por copia privada” de la Ley de Propiedad Intelectual, con lo cual el canon digital quedó suprimido. A cambio, se introdujo una compensación equitativa que el estado abona a los derechohabientes directamente a cargo de sus presupuestos generales. Es decir, la compensación a los propietarios de los contenidos dejan de abonarla los fabricantes e importadores de máquinas y soportes de copia para que la asuman todos los ciudadanos, sin distinción, realicen o no copias privadas.

#### Redes P2P y copia privada

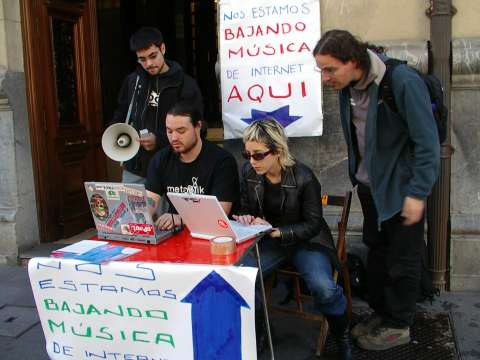
Un grupo de internautas queriendo demostrar que bajarse música no es ilegal, frente a la sede de la SGAE en Bilbao.

Sentencias judiciales, abogados especializados y asociaciones de consumidores son unánimes a la hora de afirmar que descargarse archivos audiovisuales, aunque estén protegidos por copyright, es legal, amparándose en el derecho de copia privada y siempre que no haya ánimo de lucro.
Una parte de la doctrina afirma que la LPI no establece la existencia de un «derecho» a la copia privada, sino que lo que establece es un límite al derecho exclusivo de los autores. Basándose en el artículo 31.2 esa doctrina entendería que las copias realizadas a partir de redes P2P no podrían considerarse lícitas[cita requerida] porque la ley prohíbe que de las mismas se haga una utilización colectiva, fin que se cumple cuando un usuario pone a disposición de millones de personas las copias que previamente se ha descargado de otro usuario —una colectividad de personas se benefician de la copia de un particular—.
El texto refundido de la Ley de Propiedad Intelectual dispone que "La puesta a disposición del público de obras, por procedimientos alámbricos o inalámbricos, de tal forma que cualquier persona pueda acceder a ellas desde el lugar y en el momento que elija" es una forma de divulgación de una obra (no de comunicación pública), la cual está reservada al autor, artículo publicado (enlace roto disponible en Internet Archive; véase el historial, la primera versión y la última). y en el caso de no haber sido divulgada previamente, requiere su licencia para que se pueda divulgar. Esta definición describe detalladamente el P2P en caso de utilizarse con material protegido no divulgado.
Las copias privadas deberían realizadas a partir de obras a las que se haya accedido lícitamente, regulando al mismo tiempo el derecho de puesta a disposición que se recogía en la Directiva 2001/29/CE. De esta forma y según la nueva ley, subir un archivo a través de una red P2P constituiría un acto de puesta a disposición legal, y que descargarlo llevaría una reproducción. 
David Bravo, abogado especializado en propiedad intelectual, escribió: 

Si el ánimo de lucro se interpretara de la forma en la que ustedes dicen se daría el absurdo de que alguien que fotocopie una página de un libro que ha sacado de la biblioteca es un delincuente y debe ser encerrado entre 6 meses y 2 años en prisión pues se da una reproducción parcial con ánimo de lucro [...]. [sin embargo] por hurtarlo y al no sobrepasar el precio de lo sustraído las 50.000 pesetas no estaría cometiendo ningún delito sino una mera falta.

Pese a la opinión de tan reputado especialista, el ánimo de lucro está claramente definido en repetidas sentencias de tribunales y audiencias. 
Algunos ejemplos: 
Audiencia Provincial de Barcelona de fecha 31-07-2001.- Establece que el intercambio de programas pirata en el Mercat de Sant Antoni de Barcelona, realizado por los acusados, constituye un acto de distribución, cesión o entrega a terceros, en el que el ánimo de lucro o la contraprestación consiste en conseguir, a cambio, reproducciones de otros programas; Audiencia Provincial de Córdoba, de 12-06-2002.- En ella se afirma que la Sala 2.ª del Tribunal Supremo, de forma constante y reiterada concibe el ánimo de lucro como cualquier ventaja, utilidad, beneficio o rendimiento que se proponga obtener el sujeto activo, incluso los meramente contemplativos o de ulterior beneficio; Audiencia Provincial de La Coruña, de 07-02-2002.- El ánimo de lucro viene interpretándose como sinónimo de cualquier provecho, beneficio, ventaja o utilidad, incluso altruista o meramente contemplativa, para sí o para tercero, que pueda derivarse de la apropiación del objeto, no siendo significativo ni el modo de materialización del propósito lucrativo, ni si llegó o no a obtenerlo efectivamente aplicando lo sustraído a la satisfacción de sus fines concretos, pues esto pertenece a la fase de agotamiento del delito.
Audiencia Provincial de Madrid, de 06-10-2000.- El ánimo de lucro queda probado por el hecho de que los imputados buscaban a través de la venta o el trueque de los CD, un indudable beneficio económico. Se reconoce el contenido económico del simple intercambio.
Audiencia Provincial de Palencia, de 29-11-2002.- El ánimo de lucro consiste en este caso en el ahorro del precio que habría que pagar por el uso de la obra; Audiencia Provincial de La Coruña, de 07-02-2002.- El ánimo de lucro consiste en este caso en el ahorro del precio que habría que pagar por el uso de la obra.
Puede hablarse de doctrina jurisprudencial y de criterio asentado cuando nos encontramos con una repetición de sentencias con el mismo contenido. Las sentencias de la Sala 2.ª del Tribunal Supremo de fechas 15-11-1982, 11-03-1983, 21-04-1989, 20-03-1990, 06-11-1992 y 21-01-1994, entre otras muchas, establecen que, en materia de delitos contra la propiedad intelectual, el ánimo de lucro se interpreta como cualquier ventaja, utilidad, beneficio o rendimiento que se proponga obtener el autor del delito.
Varios actos organizados han querido demostrar esta teoría enviando Burofax Certificado a la policía, a la fiscalía y a la SGAE avisando que se intercambiaría obras protegidas mediante P2P, sin que se produjeran detenciones.
Dado que existe una instrucción de la Fiscalía General que solicita a los fiscales que se abstengan de perseguir a las personas que copien material protegido en la ausencia de ánimo de lucro, era normal que los provocadores no fueran detenidos. La interpretación del ánimo de lucro, que separa el ilícito civil del delito condenado en vía penal con sentencias de cárcel, que realiza la fiscalía es mucho más tolerante que el que han realizado los jueces en diversas sentencias, que estiman lucro el simple aumento del patrimonio del copiador. sentencias]
La copia privada es un concepto que tuvo gran popularidad en los años cincuenta, en Alemania, tras la introducción de las primeras grabadoras domésticas. GEMA, la sociedad de los autores alemanes llegó a un acuerdo por el que algunos fabricantes se mostraban dispuestos a pagar un canon por cada aparato vendido. Sin embargo otros, el más importante Grundig, se negaron a llegar a un acuerdo, pro lo que la sociedad les demandó en 1952, solicitando del tribunal la prohibición temporal de la venta, alquiler o distribución de los aparatos de las marcas objeto del litigio Grundig, Schaub, Lorenz y Metz, lo que obtuvo. El pleito llegó al supremo, que invocando, entre otros principios, el artículo 27.2 de la Declaración de Derechos Humanos, resolvió que las copias privadas eran un abuso de los derechos de copyright de los autores. Algunos años más tarde. Gema intentó de diversas maneras obligar a los usuarios a pagar una licencia por el uso de sus contenidos, a lo que el tribunal después de valorar las consecuencias prácticas de los mecanismos propuestos, decidió que fuesen los fabricantes de magnetófonos y cintas los que pagaran directamente la compensación a los propietarios de los contenidos. Ese principio se ha aplicado así desde entonces en prácticamente todo el mundo, de manera similar, desde, por ejemplo,  el Audio Home Recording Act de EE. UU., hasta los artículos 1245 y 1244 del Código civil de la Federación Rusa, desarrollándose en España en los años setenta cuando la copia se realizaba con medios analógicos, para legalizar la distribución y venta de máquinas y soportes capaces de realizar copias de material protegido para uso privado.

#### Discusión sobre el concepto de copia legal
Algunas personas e instituciones han afirmado en ocasiones que para que la copia sea legal debe ser hecha directamente del original. En la LPI no se hace mención alguna a esta circunstancia, pero obliga a que el usuario haya tenido acceso legítimo a la obra que copia. Está formulación se introdujo para permitir la grabación de material protegido emitido por televisiones o emisoras de radio, que retribuyen directamente a los propietarios del material por su comunicación pública, lo que supone que el usuario accede a él legítimamente. De forma similar, en algunos casos, medios de comunicación, organizaciones y empresas parecen no tener clara la legislación e insisten en afirmar que es necesario ser propietario del original para poder hacer una copia privada, requisito que según la legislación vigente sólo es necesario para el caso de las copias de seguridad de software.

### México
En México, la copia privada no sólo se limita a discos, sino a cualquier material, ya sea literario o artístico; en tanto sea para uso privado y no comercial. Tal y como se menciona en el Título VI, «De las Limitaciones del Derecho de Autor y de los Derechos Conexos» en su capítulo II, «De la Limitación a los Derechos Patrimoniales»:

Artículo 148. Las obras literarias y artísticas ya divulgadas podrán utilizarse, siempre que no se afecte la explotación normal de la obra, sin autorización del titular del derecho patrimonial y sin remuneración, citando invariablemente la fuente y sin alterar la obra, sólo en los siguientes casos:

4. Reproducción por una sola vez, y en un sólo ejemplar, de una obra literaria o artística, para uso personal y privado de quien la hace y sin fines de lucro.
Las personas morales no podrán valerse de lo dispuesto en esta fracción salvo que se trate de una institución educativa, de investigación, o que no esté dedicada a actividades mercantiles;...
Cámara de Diputados del H. Congreso de la Unión

El artículo 151 de la Ley del Derecho de Autor lo corrobora ampliamente:

Artículo 151. No constituyen violaciones a los derechos de los artistas intérpretes o ejecutantes, productores de fonogramas, de videogramas u organismos de radiodifusión la utilización de sus actuaciones, fonogramas, videogramas o emisiones, cuando:

1. No se persiga un beneficio económico directo;
2. Se trate de breves fragmentos utilizados en informaciones sobre sucesos de actualidad;
3. Sea con fines de enseñanza o investigación científica...

Cámara de Diputados del H. Congreso de la Unión

### Suiza
El Gobierno de Suiza instaura el derecho de copia privada en 2011.

### Conceptos similares
Existen multitud de conceptos jurídicos que vienen a amparar de forma directa e indirecta dicho uso. Desde los menos restrictivos (como el caso por ejemplo de China donde ni siquiera se sustenta un concepto de propiedad privada especial sobre la obra), hasta los más restrictivos (como es el caso por ejemplo del fair use americano).